# Догач Йилдиз
Догач Йилдиз (тур. Doğaç Yildiz; 16 вересня 1991, Стамбул, Туреччина) — турецький актор. Відомий за роллю шехзаде Касима у телесеріалі «Величне століття. Нова володарка».

## Біографія
Догач народився в Стамбулі і з дитинства почав грати в кіно. Вперше він з'явився на екранах в 1998. Згодом вступив на театральний факультет університету образотворчого мистецтва імені Мімара Сінана.
Перший серіал у якому зіграв Догач вийшов на екрани в 2001. Потім знявся у проекті «Дві сім'ї» та взяв участь в телешоу «Солодке життя». Справжня слава прийшла до актора після виходу серіалу «Величне століття. Нова володарка» в якому він виконав роль шехзаде Касима сина Кьосем Султан.

## Фільмографія
| Рік         | Проект                           | Роль                              | Примітки |
| ----------- | -------------------------------- | --------------------------------- | -------- |
| 2022        | Вирок                            | Омер Тільмен-Атамер / Якуп Атамер |          |
| 2021        | Kanunsuz Topraklar               | Джелал                            |          |
| 2020        | The Lawyer                       | Алі                               |          |
| 2019        | Заборонене яблуко                | Йигит                             |          |
| 2019        | Daire 4                          | Ведат                             |          |
| 2018        | Yuvamdaki Düşman                 | Метін                             |          |
| 2018        | Her Şey Seninle Güzel            | Левент                            |          |
| 2018        | İyi Oyun                         | Джан                              |          |
| 2018        | I Am You                         | Біджан                            |          |
| 2017        | Kar                              | Бекір                             |          |
| 2016 — 2017 | Величне століття. Нова володарка | шехзаде Касим                     | -        |
| 2015 — 2016 | Ящірка                           | Кюнейт                            | -        |
| 2015        | Becks letzter Sommer             |                                   |          |
| 2014        | Aşk-ı Suzan                      | Ясеф                              |          |
| 2014        | Pek Yakında                      | Гарсон                            |          |
| 2008        | День і ніч                       | Сенер                             | -        |
| 2008        | Вах Халам                        | Тибет                             | -        |
| 2006        | Дві сім'ї                        | Ефе                               | -        |
| 2002        | Світ секретів / Секретні двері   | -                                 | -        |
| 2001        | Солодке життя                    | Семіх                             | -        |
| 2001        | Aşkına Eşkıya                    | Мічо                              | -        |
| 1998        | Babamı Hırsızlar Çaldı           | Серкан                            |          |